# Antoine Edme Delahuproye
Antoine Edme Delahuproye est un homme politique français né le 17 juin 1765 à Troyes (Aube) et mort le 2 juin 1839 à Charmont-sous-Barbuise (Aube).
Il est député de l'Aube de 1815 à 1816, siégeant dans la majorité de la Chambre introuvable. Il devient ensuite président de tribunal, puis conseiller à la Cour d'Appel de Paris.

## Sources
- « Antoine Edme Delahuproye », dans Adolphe Robert et Gaston Cougny, Dictionnaire des parlementaires français, Edgar Bourloton, 1889-1891 [détail de l’édition]